# Regionalwahl im Aostatal 1973
Die Regionalwahl im Aostatal 1973 fand am 10. Juni statt.

## Wahlergebnis
| Listen            | Listen                                        | Stimmen | %    | Mandate |
| ----------------- | --------------------------------------------- | ------- | ---- | ------- |
|                   | Democratici Popolari                          | 15.643  | 22,4 | 8       |
|                   | Democrazia Cristiana                          | 14.980  | 21,4 | 7       |
|                   | Partito Comunista Italiano                    | 13.638  | 19,5 | 7       |
|                   | Union Valdôtaine                              | 8.081   | 11,5 | 4       |
|                   | Partito Socialista Italiano                   | 5.975   | 8,5  | 3       |
|                   | Union Valdôtaine Progressiste                 | 4.707   | 6,7  | 2       |
|                   | PLI – UDV – AV                                | 2.052   | 2,9  | 1       |
|                   | Movimento Sociale Italiano – Destra Nazionale | 1.452   | 2,1  | 1       |
|                   | Partito Socialista Democratico Italiano       | 1.409   | 2,0  | 1       |
|                   | Rassemblement Valdôtain                       | 1.149   | 1,6  | 1       |
|                   | Partito Repubblicano Italiano                 | 904     | 1,3  | −       |
| Gesamt            | Gesamt                                        | 69.990  | 100  | 35      |
|                   |                                               |         |      |         |
| Ungültige Stimmen | Ungültige Stimmen                             | 3.079   | 4,2  |         |
| Wähler            | Wähler                                        | 73.069  | 91,8 |         |
| Wahlberechtigte   | Wahlberechtigte                               | 79.622  |      |         |